# کلمبوو
کلمبوو (به لهستانی:  Klembów) یک روستا در لهستان است که در گمینا کلمبوو واقع شده‌است.
 کلمبوو  ۹۲۰ نفر جمعیت دارد.